# Vasilij Andreevič Tropinin
Vasilij Andreevič Tropinin (in russo Василий Андреевич Тропинин?; Korpovo, 19 marzo 1776 – Mosca, 3 maggio 1857) è stato un pittore russo, formatosi all'Accademia di Belle Arti di San Pietroburgo e noto per un famoso ritratto di Aleksandr Sergeevič Puškin.

## Biografia
Vasilij nacque servo della gleba del conte von Münnich nel villaggio di Korpovo, allora nel governatorato di Novgorod, e in seguito fu trasferito al conte Morkov come parte della dote della figlia di von Münnich. Fu inviato a San Pietroburgo per studiare pasticceria. Tuttavia, mentre apprendeva questo mestiere, Tropinin assisteva segretamente a lezioni gratuite di pittura all'Accademia Imperiale delle Arti. 
Nel 1799, il suo padrone gli permise di studiare all'Accademia come studente non graduato (Postoronny učenik). Frequentò le lezioni di Stepan Semënovič Ščukin e fu sostenuto dal presidente dell'Accademia Aleksandr Sergeevič Stroganov. Nel 1804 l'opera di Tropinin "Ragazzo che soffre per la morte di un passero" fu esposta alla mostra dell'Accademia e fu notata dalla zarina Marija Fëdorovna.
Agli albori di questo successo, il conte Morkov convocò Tropinin perché tornasse alla sua tenuta in Ucraina. Tropinin fu impiegato come pasticcere e lacchè. Tuttavia il padrone cambiò presto opinione e lo incaricò di copiare opere di pittori europei e di eseguire ritratti della famiglia Morkov. Tropinin rimase circa vent'anni in Ucraina, e molte sue opere di questo periodo hanno come tema la gente e i paesaggi ucraini.
La opere più notevoli di questo periodo sono il Ritratto di A. I. Tropinina, la moglie dell'artista (1809), il Ritratto di Arsenij Tropinin, figlio dell'artista (1818) e il ritratto dello storico e scrittore Nikolaj Karamzin (1818).

## Accademico
Nel 1823, all'età di 47 anni, Troponin si affrancò dalla servitù della gleba e si trasferì a Mosca. In quello stesso anno presentò i suoi quadri La merlettaia, Il mendicante e il ritratto dell'artista Skotnikov all'Accademia Imperiale delle arti, conseguendo così il certificato ufficiale di pittore (Svobodnyj chudožnik). Finalmente, nel 1824 fu accolto come accademico.
Dal 1833 diresse i pubblici corsi d'arte di Mosca, che in seguito diedero origine alla Scuola di pittura, scultura e architettura di Mosca. Nel 1843 fu nominato membro onorario della Società d'arte di Mosca. Morì nel 1857 e fu sepolto nel cimitero di Vagan'kovo. Dipinse nel corso della sua vita più di 3 000 ritratti, di cui alcuni sono esposti al Museo Tropinin, aperto a Mosca nel 1969.
Fu membro della Massoneria.

## Opere

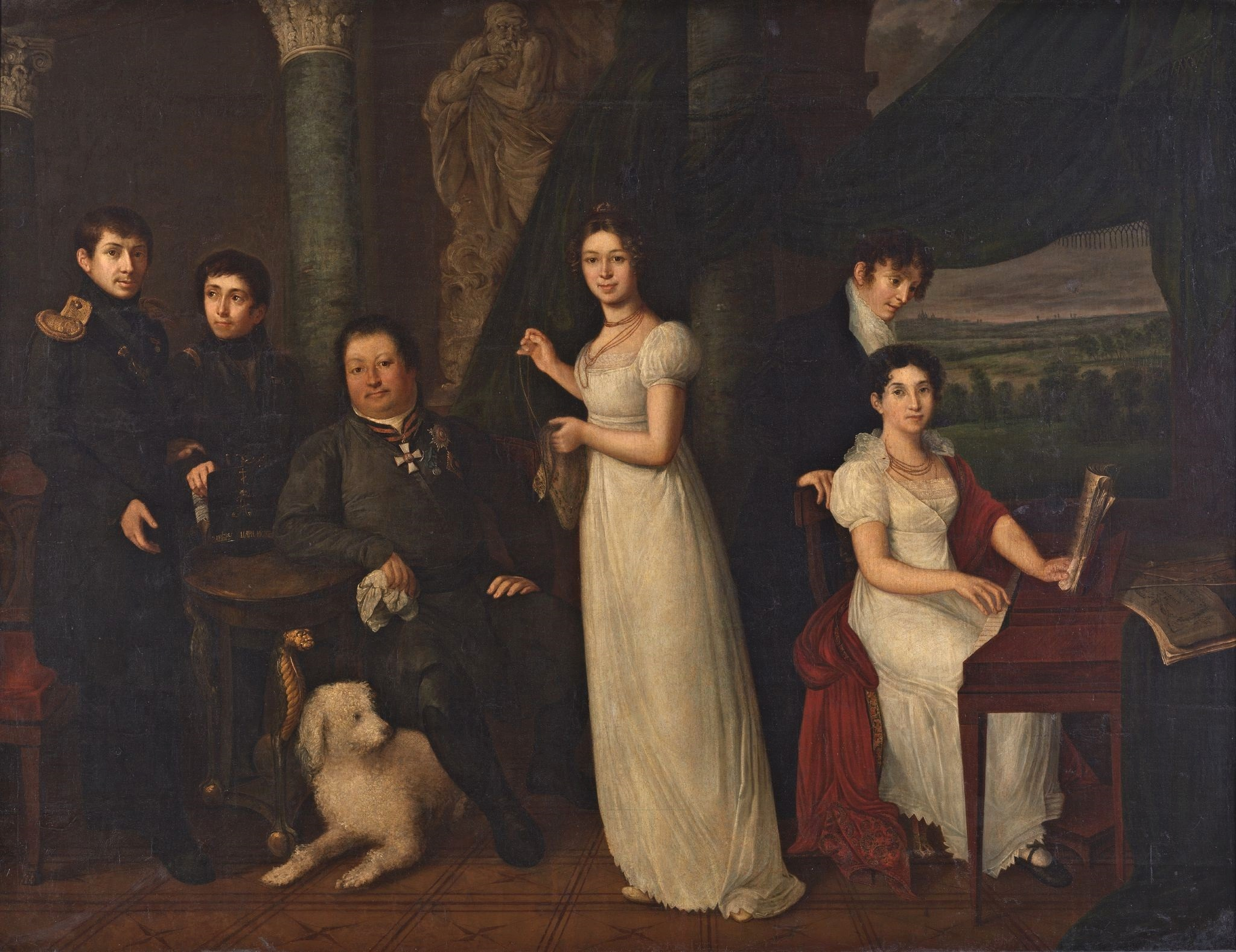
Conti Morkov 1813
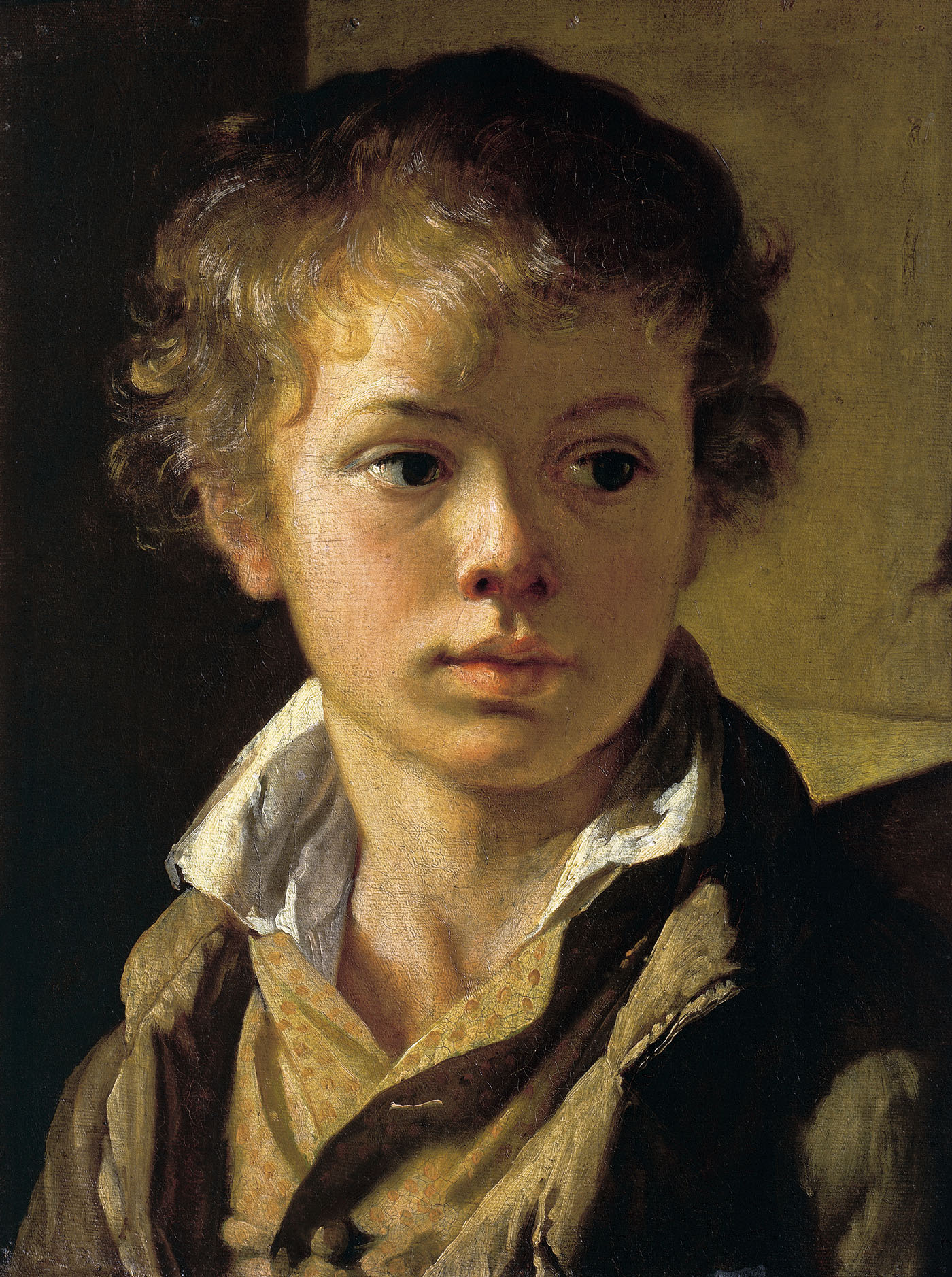
Ritratto del figlio Arsenij Tropinin 1818
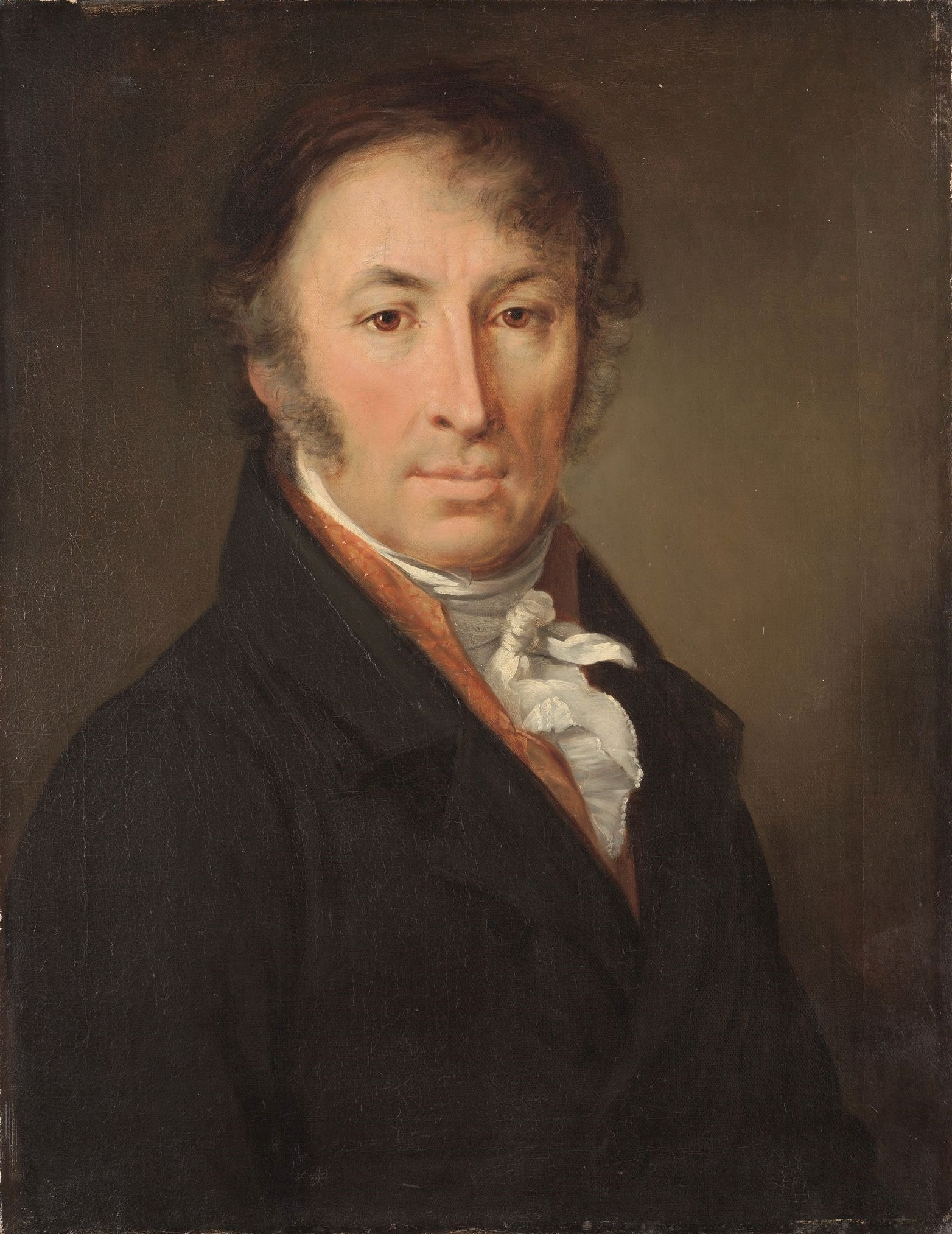
Ritratto di Nikolaj Karamzin 1818
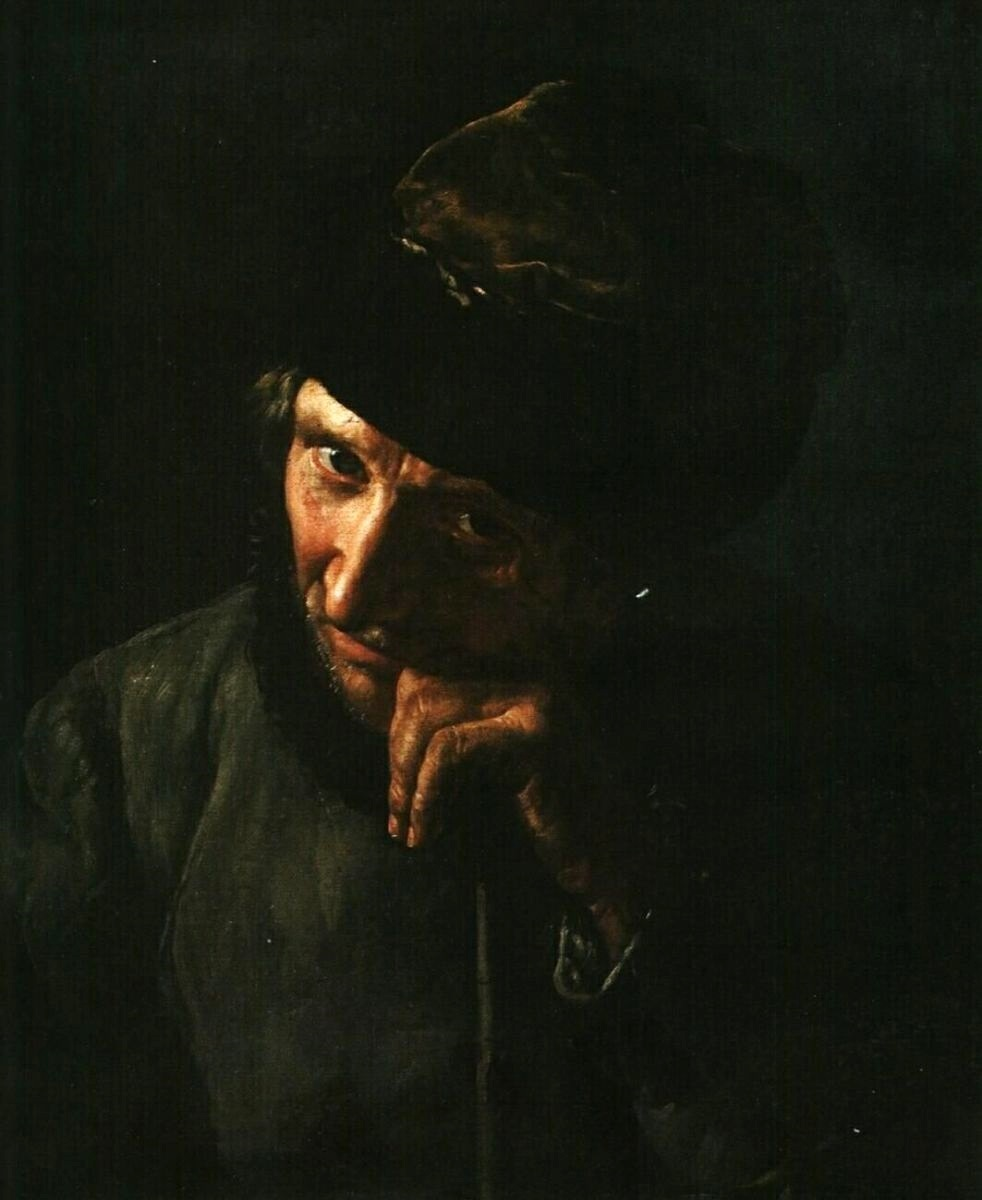
Il cocchiere 1820
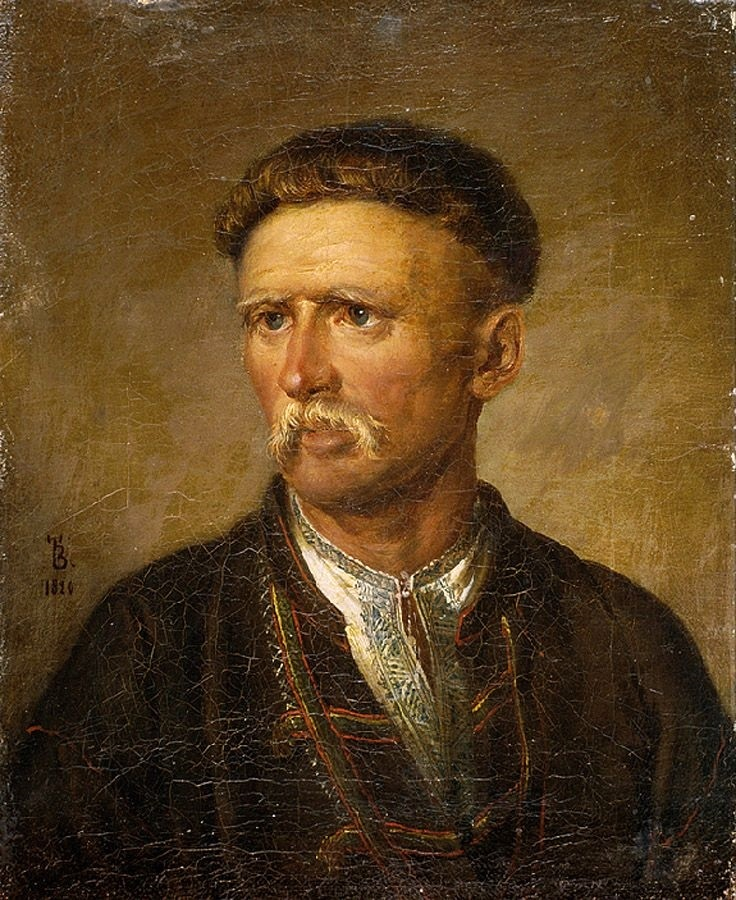
Ritratto di Ustym Karmeljuk anni 1820
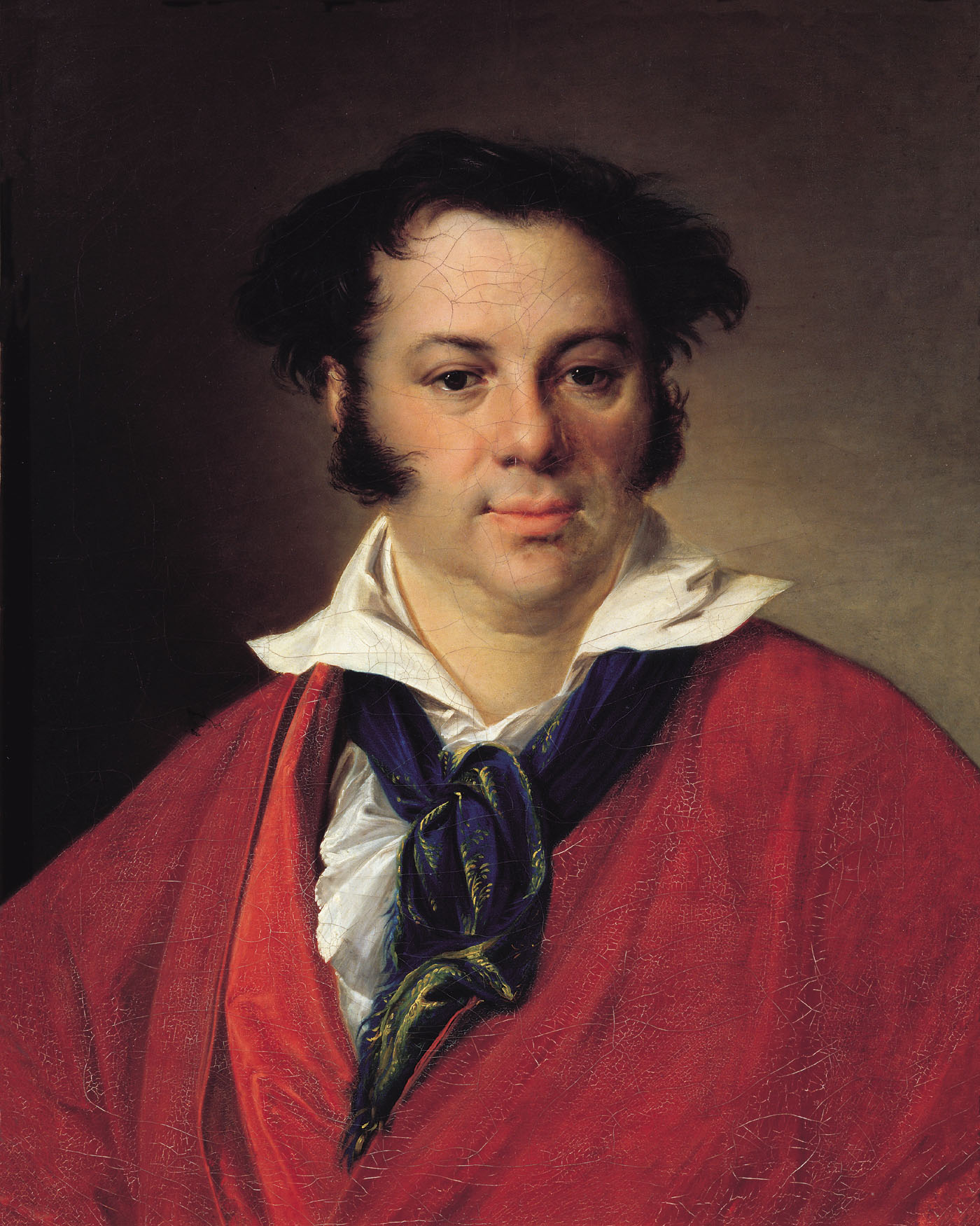
Ritratto di Konstantin Ravič 1823
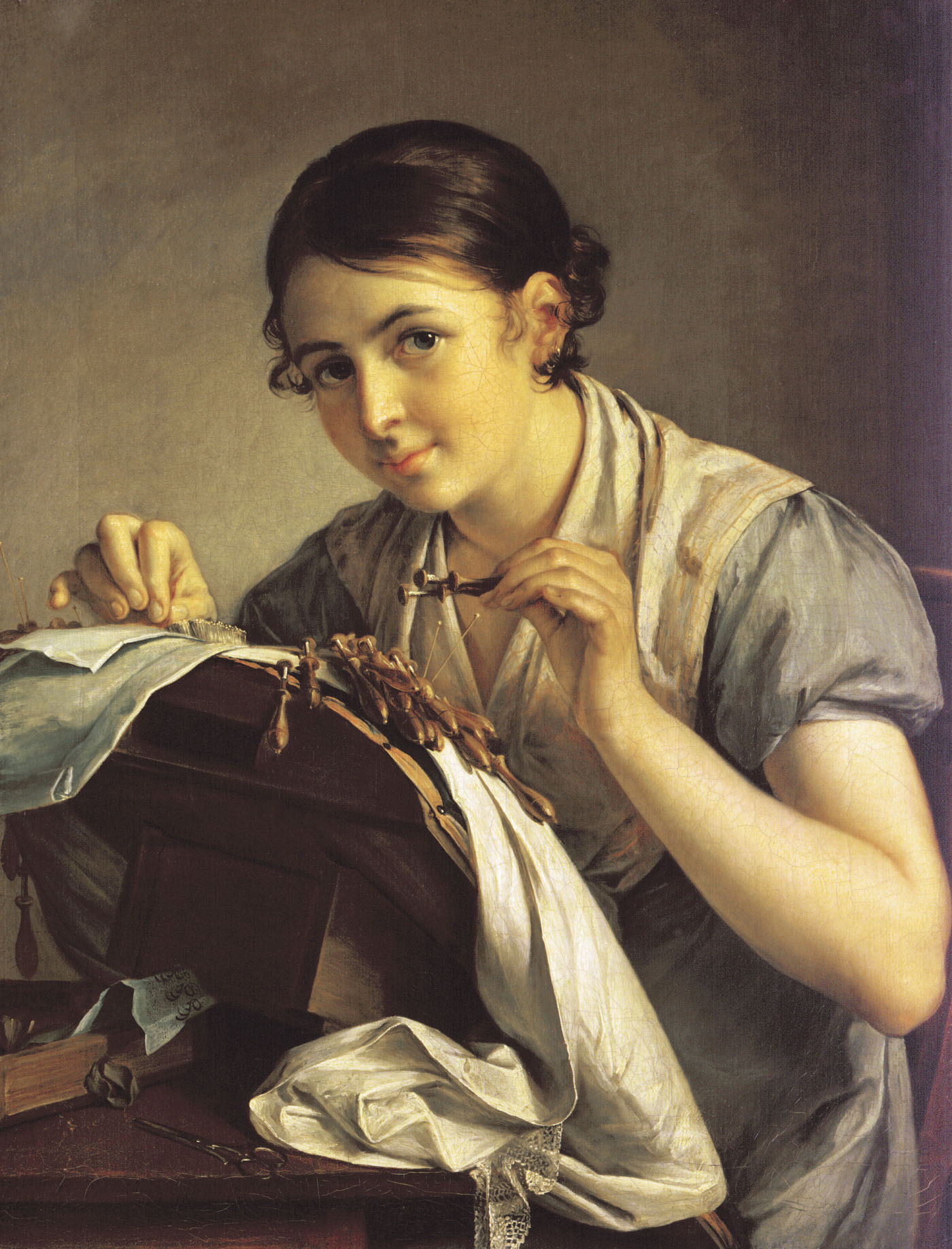
La merlettaia 1823
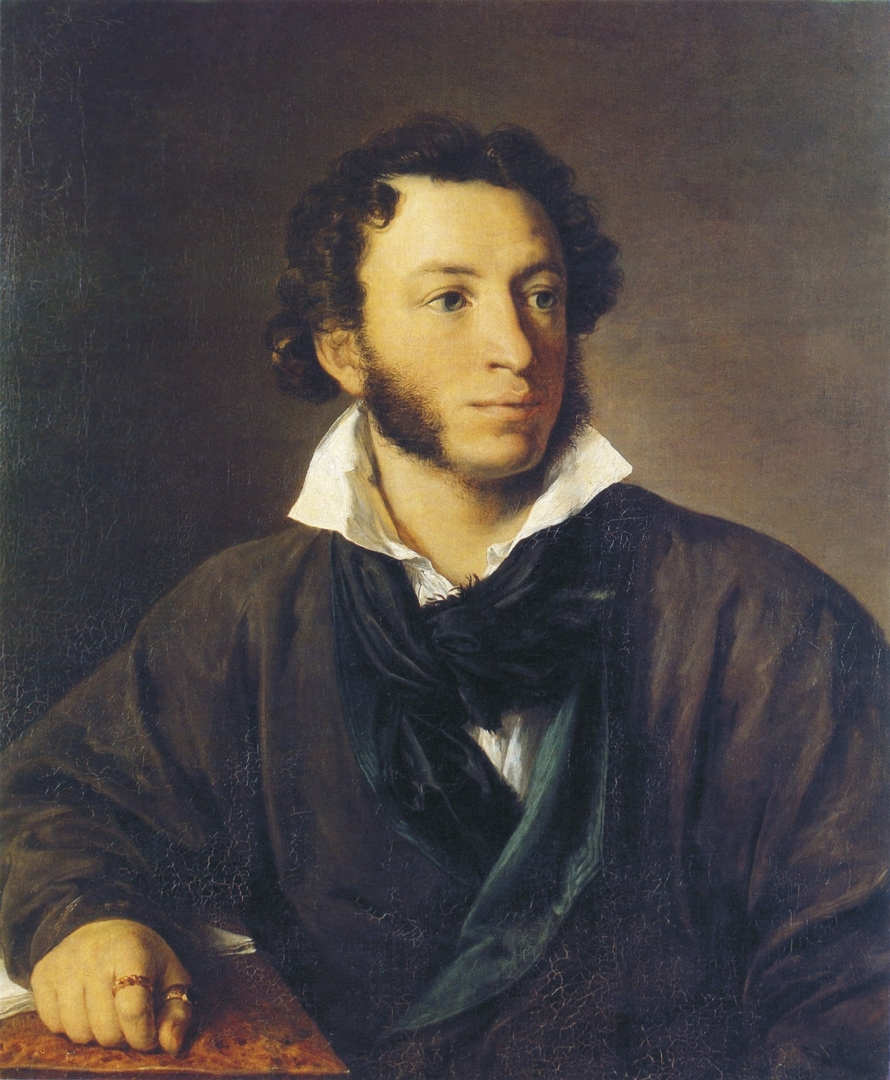
Ritratto di Aleksandr Puškin 1827
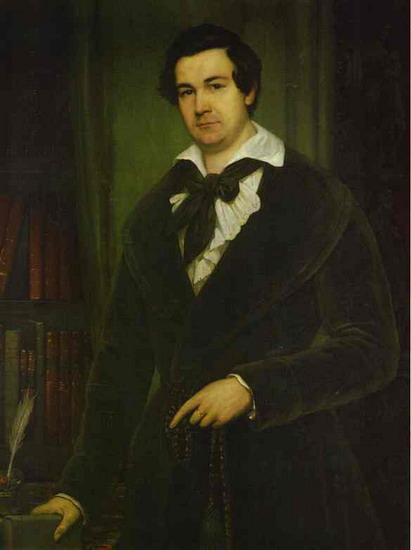
Ritratto di Vasilij Karatygin 1842